# Cartón de Burlington House
El llamado Cartón de Burlington House, una representación de La Virgen y el Niño con Santa Ana y San Juan Bautista, es un dibujo del pintor renacentista italiano Leonardo da Vinci. Mide 141,5 cm de alto y 104 cm de ancho, y fue realizado en torno al año 1500, quizá en el período 1501-1505. Está realizado con tiza negra, albayalde y difumino sobre ocho hojas de papel pegadas. Se conserva en la National Gallery de Londres (Reino Unido).

## Historia
Se trata de un estudio para un retablo con destino a una iglesia de Florencia pero el cuadro nunca fue completado. Perteneció a la familia Arconati de Milán, luego pasó a Venecia, donde lo compró Robert Udny en 1763. Después pasó a la Real Academia de Arte, que tenía su sede en Burlington House, de donde le viene el nombre. Allí estuvo hasta 1962, cuando fue puesto a la venta por 800 000 £. Con miedo a que encontrara un comprador extranjero, el cartón fue expuesto en la National Gallery donde fue visto por cerca de un cuarto de millón de personas en poco más de cuatro meses, muchos de los cuales hicieron donaciones para conservarlo en el Reino Unido. Con el tiempo se alcanzó a reunir el precio fijado, gracias en parte a contribuciones del National Art Collections Fund. Diez años después de su adquisición, John Berger con sorna escribió en su libro Modos de ver que «Ha adquirido una nueva clase de grandeza. No debido a lo que muestra, no por el significado de su imagen. Se ha hecho grande, misterioso, debido a su valor de mercado».

## Análisis
Es un cartón a tamaño natural que combina dos temas populares en pintura florentina del siglo XV: la Virgen (María) y Niño con San Juan Bautista (hijo de la pariente de María Isabel) y la Virgen y el Niño con Santa Ana (la madre de María). De esta manera, están representadas las tres generaciones de la familia de Cristo: santa Ana tiene a su hija María sobre las rodillas y esta última entretiene al Niño que se gira hacia San Juan.
Hay un sutil juego entre las miradas de las cuatro figuras, con santa Ana sonriendo a su hija María, mientras que los ojos de ésta se fijan en su hijo, al que también mira san Juan. Santa Ana dirige a la Virgen una mirada extraña, llena de sentimiento, como si ya imaginase los sufrimientos que María deberá soportar durante la Pasión de Cristo.
Hay poca claridad en la delineación de los cuatro cuerpos; las cabezas de las dos mujeres, en particular, parecen surgir del mismo cuerpo. Leonardo se esforzó en reproducir un sentido policéntrico de movimiento, haciendo de modo que los dos personajes se fundiesen en un único complejo, en el que destaca la cabeza de santa Ana. La expresión de la Virgen María es extraordinariamente tierna, pero al mismo tiempo el rostro tiene una belleza majestuosa, ultraterrena, que sugiere la profunda devoción materna.
El enigmático gesto de santa Ana apuntando con su dedo índice hacia el cielo aparece nuevamente en dos de las últimas pinturas de Leonardo, su San Juan Bautista y su Baco, y es considerado como el gesto leonardesco por antonomasia. Parece sugerir con ello que hay sentimientos y pensamientos que quedan más allá de la normal comprensión humana. El paisaje del fondo apenas está esbozado.
El estilo recuerda a La última cena y las monumentales figuras de los apóstoles en ella representados. Algunos autores han percibido en este dibujo la influencia de la escultura clásica.
Es infrecuente en un cartón que los perfiles nunca se hayan agujereado ni tengan incisiones, indicando que no había llegado el momento de transferir el diseño a la tabla en el que se pintaría. La composición es marcadamente diferente de la única obra de Leonardo que trata el tema, La Virgen, el Niño Jesús y Santa Ana en el Museo del Louvre, en el que la figura del Bautista ha sido eliminada.

## Vandalismo
En 1987, la obra fue atacada en un acto de vandalismo con una escopeta recortada desde una distancia aproximada de dos metros. El autor, Robert Cambridge, identificado como enfermo mental, declaró haber cometido su acción como protesta para atraer la atención sobre «las condiciones políticas, sociales y económicas en Gran Bretaña». El impacto destrozó la cubierta de vidrio, causando daños significativos en la obra, restaurada posteriormente.